# Ateret
Ateret (hebrejsky עֲטֶרֶת, doslova „Koruna“, „Diadém“, podle biblické lokality Atarot zmiňované například v Knize Jozue Joz 16, 5 (Kral, ČEP)), jejíž jméno je uchováno v názvu sousední palestinské vesnice Atara, v oficiálním přepisu do angličtiny Ateret), je izraelská osada a vesnice typu společná osada (jišuv kehilati) na Západním břehu Jordánu v distriktu Judea a Samaří a v Oblastní radě Mate Binjamin.

## Geografie

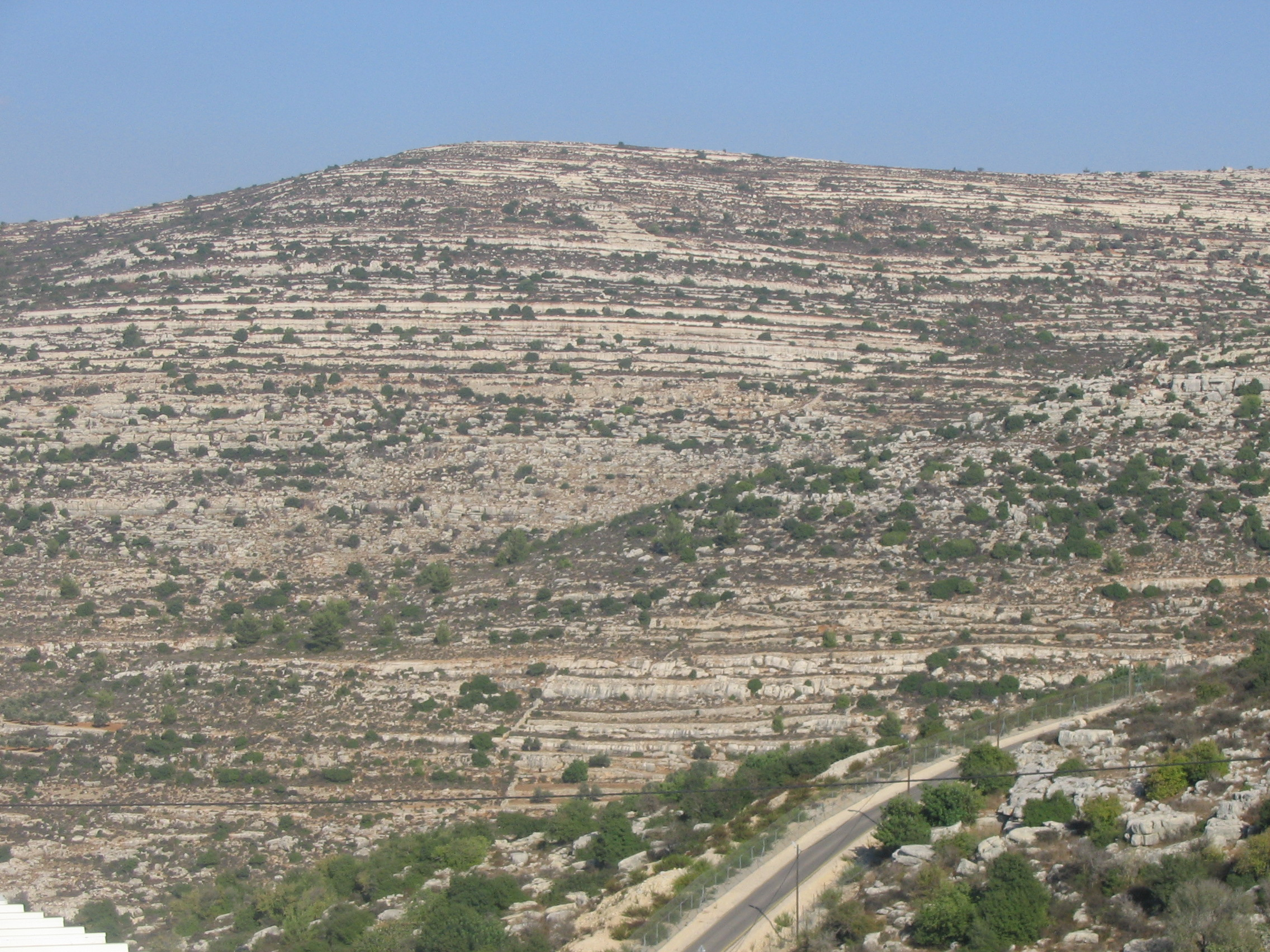
Pohled z Ateretu na Samařskou hornatinu, kde vyrůstá nové palestinské město Rawabi

Nachází se v nadmořské výšce 720 metrů v centrální hornaté části Samařska, cca 11 kilometrů jižně od města Ariel, cca 25 kilometrů severoseverozápadně od historického jádra Jeruzaléma a cca 40 kilometrů jihovýchodně od centra Tel Avivu.
Vesnice je na dopravní síť Západního břehu Jordánu napojena pomocí lokální silnice číslo 465, která vede jednak na západ, k izraelské osadě Chalamiš, a umožňuje napojení na blok izraelských sídel v okolí měst Modi'in Illit a Modi'in-Makabim-Re'ut, jednak na východ, kde ústí do dálnice číslo 60, jež tvoří hlavní severojižní dopravní osu Samařska. Autobusové spojení s Jeruzalémem a Tel Avivem zajišťuje linka Egedu číslo 468.
Jde o poměrně izolovanou izraelskou osadu. Asi 5 km západně se nachází izraelská obec Neve Cuf (oficiálně Chalamiš), jinak leží v nejbližším okolí vesnice palestinská sídla. O něco níže západním směrem je to Um Safa, přes údolí na východě Atara a na jihu Burham.

Na sousedním horském hřebeni se staví nové palestinské město Rawabi, které má být dobudováno v roce 2011.

Z obce je dobrý rozhled, až k hoře Gerizim na severu. Při dobré viditelnosti je vidět pobřeží od Gedery až k Chadeře.

## Dějiny
Vesnice byla zřízena roku 1981. Už 20. prosince 1978 rozhodla izraelská vláda, že v okolí osady Neve Cuf (oficiálně Chalamiš) bude zřízena nová osada . K tomu pak došlo rozhodnutím vlády z 6. prosince 1981. Pracovní název zněl Neve Cuf Bet. Pozdější územní plán obce předpokládal výhledovou kapacitu 130 bytových jednotek, z nichž velká část již byla postavena.
Faktické osídlení proběhlo v srpnu 1981 třemi rodinami. V současnosti v osadě funguje předškolní zařízení pro děti (jesle, školky). Základní školství je zajištěno v sousedním Neve Cuf. V roce 1998 byla v obci založena experimentální středoškolská ješiva Kinor David, která nabízí hudební vzdělání. Dojíždí do ní studenti z celého Izraele.
 V obci dále funguje aškenázská, sefardská a jemenská synagoga, mikve, samoobsluha, zdravotní středisko, veřejná knihovna a malá průmyslová zóna.
V srpnu 1999 byla severně pod kopcem, na němž obec stojí, založena farma na produkci organických vajec. Místo ale bylo opuštěno pro spory ohledně pozemkového vlastnictví v této lokalitě.
 Počátkem 21. století nebyl s okolím zahrnut do Izraelské bezpečnostní bariéry. Ta byla zbudována mnohem blíže k Zelené linii. Budoucí existence vesnice závisí na parametrech případné mírové smlouvy mezi Izraelem a Palestinci.

## Demografie
Obyvatelstvo Ateret je v databázi rady Ješa popisováno jako nábožensky založené. Podle údajů z roku 2014 tvořili naprostou většinu obyvatel Židé (včetně statistické kategorie "ostatní", která zahrnuje nearabské obyvatele židovského původu ale bez formální příslušnosti k židovskému náboženství).
Jde o menší obec vesnického typu s dlouhodobě rostoucí populací. K 31. prosinci 2014 zde žilo 848 lidí. Během roku 2014 registrovaná populace stoupla o 5,6 %.
| Rok            | 1983 | 1993 | 1994 | 1995 | 1996 | 1997 | 1998 | 1999 | 2000 |
| -------------- | ---- | ---- | ---- | ---- | ---- | ---- | ---- | ---- | ---- |
| Počet obyvatel | 72   | 213  | 230  | 253  | 242  | 260  | 268  | 287  | 302  |

| Rok            | 2001 | 2002 | 2003 | 2004 | 2005 | 2006 | 2007 | 2008 | 2009 | 2010 | 2011 | 2012 | 2013 | 2014 |
| -------------- | ---- | ---- | ---- | ---- | ---- | ---- | ---- | ---- | ---- | ---- | ---- | ---- | ---- | ---- |
| Počet obyvatel | 307  | 320  | 349  | 350  | 373  | 406  | 438  | 469  | 763  | 769  | 733  | 775  | 803  | 848  |